# Salvatore Rossini
Salvatore Rossini, född 13 juli 1986 i Formia, är en italiensk volleybollspelare. Rossini blev olympisk silvermedaljör i volleyboll vid sommarspelen 2016 i Rio de Janeiro.